# Maurice Blackburn
Pour les articles homonymes, voir Maurice Blackburn (homme politique) et Blackburn (homonymie).
Maurice Blackburn (né le 22 mai 1914 à Québec, mort le 29 mars 1988  à Montréal) est un compositeur de musique de film canadien.

## Biographie
Blackburn étudie la composition musicale à l'Université Laval de 1937 à 1939 et au New England Conservatory de Boston' entre 1939 et 1941. À son retour de Boston, il travaille sur les émissions, entre autres à Radio-Canada. En 1941, il fait la composition d'une musique pour un film de l'Office national du film, Le Temps des sucres, son premier avec l'ONF.
Avec l'ONF, il compose la musique de 150 films de tout genre, incluant une longue collaboration avec Norman McLaren, sur son films La Poulette grise (1947), A Phantasy (1952), Blinkity Blank (1955), Le Merle (1958), Pas de deux (1967) et Narcisse (1983).
Quoique n'étant pas animateur, Maurice Blackburn est un des très rares cinéastes s'étant essayé à l'animation sur écran d'épingles. En 1968 à l'ONF il profite de l'existence d'un écran de petite dimension pour réaliser un court métrage animé unique en son genre, Ciné-Crime. La pixellisation en plan très rapproché crée un effet d'op'art.  
Le fonds d’archives de Maurice Blackburn (P957) est conservé au centre BAnQ Vieux-Montréal de Bibliothèque et Archives nationales du Québec.  

## Filmographie

### comme Compositeur
- 1943 : Windbreaks on the Prairies
- 1943 : Terre de nos aïeux
- 1943 : Prince Edward Island
- 1943 : Grand Manan
- 1944 : Sept peintres du Québec
- 1944 : Land for Pioneers
- 1945 : Psychological First Aid
- 1946 : Land for Men
- 1946 : Klee Wyck
- 1949 : La Terre de Caïn
- 1949 : Science at Your Service
- 1949 : Passport to Canada
- 1949 : Le Gros Bill
- 1950 : The Unadulterated Truth
- 1951 : Yoho: Wonder Valley
- 1951 : Sur le pont d'Avignon
- 1951 : Monastery
- 1951 : From Father to Son
- 1951 : Caribou Hunters
- 1951 : Breakdown
- 1952 : Twirligig
- 1952 : A Phantasy
- 1952 : Lismer
- 1953 : Côté cour... côté jardin
- 1953 : Citizen Varek
- 1953 : Canadian Notebook
- 1953 : Tit-Coq
- 1954 : Le Voleur de rêves
- 1955 : The Lumberjack
- 1955 : Farm Calendar
- 1955 : Chantier coopératif
- 1955 : Blinkity Blank
- 1955 : The Bird Fancier
- 1957 : Wolfe and Montcalm
- 1957 : They Called It White Man's Burden
- 1957 : Ten Days That Shook the Commonwealth
- 1957 : Storm Clouds Over the Colonies
- 1957 : Portrait of the Family
- 1957 : The Invisible Keystone
- 1957 : Four Centuries of Growing Pains
- 1957 : Crisis in Asia
- 1957 : The Colonies Look Ahead
- 1957 : Colonialism: Ogre or Angel?
- 1957 : Il était une chaise (A Chairy Tale)
- 1957 : Can It Hold Together?
- 1957 : Black and White in South Africa
- 1957 : L'Année à la ferme
- 1958 : Street to the World
- 1958 : Le Monde à l'étalage
- 1958 : Le Merle
- 1958 : Les Mains nettes
- 1958 : High Arctic: Life on the Land
- 1958 : Au bout de ma rue
- 1959 : Radiation
- 1959 : The Little Sisters
- 1959 : High Arctic
- 1959 : The Chairmaker and the Boys
- 1960 : Saint-Denys Garneau
- 1960 : Normetal
- 1960 : Lines: Vertical
- 1960 : Life in the Woodlot
- 1960 : Life and Radiation
- 1960 : Le Chanoine Lionel Groulx, historien
- 1960 : Je, de Louis Portugais
- 1961 : Wayward River
- 1961 : Trout Stream
- 1961 : La Longue randonnée
- 1961 : Le Jeu de l'hiver
- 1961 : Danse carrée
- 1962 : Year of Siege
- 1962 : Québec-U.S.A. ou L'invasion pacifique
- 1962 : Les Enfants du silence
- 1962 : Dusk
- 1962 : Days of Infamy
- 1962 : Day After Day
- 1962 : Christmas Cracker
- 1962 : Bûcherons de la Manouane
- 1962 : Blitzkrieg
- 1963 : Petit discours de la méthode
- 1963 : Montréal - Manicouagan
- 1964 : Villeneuve, peintre-barbier
- 1964 : Percé on the Rocks
- 1964 : Paul-Émile Borduas: 1905-1960
- 1964 : Magic Molecule
- 1964 : Geneviève
- 1964 : An Essay on Science
- 1964 : Alexander Mackenzie: The Lord of the North
- 1964 : À tout prendre
- 1964 : La Fleur de l'âge, ou Les adolescentes
- 1965 : Test 0558
- 1965 : Astataïon ou Le festin des morts
- 1966 : Notes sur un triangle
- 1967 : Eau +, L
- 1968 : Fine Feathers
- 1968 : Ciné-crime
- 1969 : The Hoarder
- 1970 : Points de suspension
- 1970 : Paradise Lost
- 1971 : Metadata
- 1971 : The Egg
- 1971 : Cycle
- 1971 : Les Bibites de Chromagnon
- 1972 : Eye
- 1972 : Balablok
- 1973 : À qui appartient ce gage?
- 1974 : Trois exercices sur l'écran d'épingles d'Alexeieff
- 1974 : Les Filles du roi
- 1974 : Les Filles c'est pas pareil
- 1975 : Horizon
- 1975 : Histoire de pêche
- 1975 : Le Temps de l'avant
- 1976 : The Lion and the Mouse
- 1977 : J.A. Martin photographe
- 1978 : La Plage
- 1979 : Mourir à tue-tête
- 1979 : La Toile d'araignée
- 1980 : Cordélia
- 1981 : 'E'
- 1983 : Narcissus
- 1990 : Creative Process: Norman McLaren

### comme Réalisateur
- 1957 : Eye Witness No. 94
- 1957 : Eye Witness No. 91
- 1957 : Eye Witness No. 90
- 1968 : Ciné-crime (sur écran d'épingles).

### comme Producteur
- 1968 : Ciné-crime

## Distinctions

### Récompenses
- Prix du Québec : prix Albert-Tessier, 1983[4]

## Hommages
- Une plaque "Ici vécut de la ville de Québec est présente au, 424, rue des Franciscains, en son honneur, pour indiquer son ancien lieu de résidence